# Park Manresa
Park Manresa is een bebost park op de glooiing van het Maasterras in de Nederlandse plaats Venlo. Het park bevindt zich in de wijk Maagdenberg.
In dit park bevindt zich ook de Galgenberg, waar ter-dood-veroordeelden aan de strop werden gehangen. De meest bekende figuren die deze twijfelachtige eer te beurt viel waren Hulster Heinke en diens vrouw Zwarte Trui.
Ook ligt aan dit park een retraitehuis voor geestelijken, Huize Manresa.